# Valbo AIF
Valbo AIF, VAIF, Valbo allmänna idrottsförening, är en idrottsförening i Valbo. Föreningen är en flersektionsförening och har sektioner inom friidrott, innebandy, orientering, längdskidåkning, tennis och bordtennis. Ishockeysektionen bröt sig ur föreningen 2007 och bildade Valbo HC.
Föreningen bedriver det mesta av sin verksamhet på och i anslutning till Valbo Sportcentrum samt vid Åbyvallen.
Föreningen bildades den 18 juni 1912 och dess färger är vitt, grönt och svart. Efter en schism i slutet av 1970-talet bröt sig fotbollssektionen loss och bildade Valbo FF.  